# Rhinobatos nudidorsalis
Rhinobatos nudidorsalis is een vissensoort uit de familie van de vioolroggen (Rhinobatidae). De wetenschappelijke naam van de soort is voor het eerst geldig gepubliceerd in 2004 door Last, Compagno & Nakaya.